# Seznam dílů seriálu Vraždy na předměstí
Toto je seznam dílů seriálu Vraždy na předměstí.  V Česku jej premiérově vysílala TV Prima.

## Přehled řad
| Řada | Díly | Premiéra v VB   | Premiéra v VB    | Premiéra v ČR  | Premiéra v ČR   |
| Řada | Díly | První díl       | Poslední díl     | První díl      | Poslední díl    |
| ---- | ---- | --------------- | ---------------- | -------------- | --------------- |
| 1    | 6    | 13. března 2004 | 17. dubna 2004   | 8. března 2006 | 16. dubna 2006  |
| 2    | 6    | 28. května 2005 | 2. července 2005 | 23. dubna 2006 | 28. května 2006 |

## Seznam dílů

### První řada (2004)
| Č. v seriálu | Č. v řadě | Původní název            | Český název          | Režie               | Scénář                         | Premiéra v VB   | Premiéra v ČR   |
| ------------ | --------- | ------------------------ | -------------------- | ------------------- | ------------------------------ | --------------- | --------------- |
| 1            | 1         | Applejacks               | Lehké mravy          | Edward Bennett      | Nick Collins                   | 13. března 2004 | 8. března 2006  |
| 2            | 2         | Sanctuary                | Dobročinnost zabíjí  | David Innes Edwards | John Flanagan a Andy McCulloch | 20. března 2004 | 15. března 2006 |
| 3            | 3         | Stag Night               | Smrt v bazénu        | Edward Bennett      | Michael Aitkens                | 28. března 2004 | 22. března 2006 |
| 4            | 4         | Millionaire's Row        | Minulost v plamenech | David Innes Edwards | Nick Collins                   | 3. dubna 2004   | 2. dubna 2006   |
| 5            | 5         | A Good Deal of Attention | Zášť                 | Douglas Mackinnon   | Michael Aitkens                | 10. dubna 2004  | 9. dubna 2006   |
| 6            | 6         | Noisy Neighbours         | Sousedé              | Douglas Mackinnon   | Nick Collins                   | 17. dubna 2004  | 16. dubna 2006  |

### Druhá řada (2005)
| Č. v seriálu | Č. v řadě | Původní název | Český název    | Režie                | Scénář       | Premiéra v VB    | Premiéra v ČR   |
| ------------ | --------- | ------------- | -------------- | -------------------- | ------------ | ---------------- | --------------- |
| 7            | 1         | Witches       | Čarodějnice    | Jonathan Fox Bassett | Nick Collins | 28. května 2005  | 23. dubna 2006  |
| 8            | 2         | Estate Agents | Realitní agent | Roger Goldby         | Emma Frost   | 4. června 2005   | 30. dubna 2006  |
| 9            | 3         | The Wedding   | Svatba         | Roger Goldby         | Nick Collins | 11. června 2005  | 7. května 2006  |
| 10           | 4         | Salsa         | Salsa          | Jonathan Fox Bassett | Scott Cherry | 18. června 2005  | 14. května 2006 |
| 11           | 5         | Dogs          | Psi            | Roger Goldby         | Paul Waite   | 25. června 2005  | 21. května 2006 |
| 12           | 6         | Golden Oldies | Stará píseň    | Robert Bierman       | Scott Cherry | 2. července 2005 | 28. května 2006 |